# Оккупированные
«Оккупированные» (норв. Okkupert) — норвежский телесериал — политический триллер, снятый норвежскими компаниями Yellow Bird, TV 2, и франко-германской компанией Arte, по оригинальной идее Ю Несбё. Бюджет сериала — 90 млн норвежских крон ($11 млн), из которых 80 млн предоставил правообладатель Zodiak Rights, и 10 млн. Норвежский институт кино. Первые серии вышли в эфир 4 октября 2015 года и установили рейтинговый рекорд.

## Сюжет
Действия сериала происходят в недалёком будущем. США вышли из НАТО, в мире нефтяной кризис из-за войны в Персидском заливе. Катаклизм у берегов Норвегии с 400 погибшими из-за перемены климата привёл к победе "Зелёных". Россия,  заполучив формальное одобрение Евросоюза, вторгается в Норвегию, новое правительство которой прекратило нефте- и газодобычу в Северном море. Официальным поводом для «временной» оккупации «по просьбе Евросоюза» является восстановление бесперебойных поставок нефти и газа в Европу. Но русские планируют оставить контроль над производством за собой, сохранив в то же время социальные условия в стране неизменными.

### Сезон 1 (2015)
| № общий | № в сезоне | Название                         | Режиссёр              | Автор сценария                                                            | Дата премьеры   |
| --- | ---------- | -------------------------------- | --------------------- | ------------------------------------------------------------------------- | --------------- |
| 1 | 1          | «Апрель» «April»                 | Erik Skjoldbjærg      | Karianne Lund, Erik Skjoldbjærg, Erik Richter Strand                      | 4 октября 2015  |
| США перешли на самообеспечение нефтью, на Ближнем Востоке идёт война, парализовавшая нефтедобычу. Норвегия, ввиду климатических изменений, полностью прекращает добычу нефти, планируя заменить её ториевой энергетикой. Внезапное похищение премьер-министра Норвегии оборачивается известием о том, что Евросоюз, недовольный прекращением добычи нефти и газа Норвегией, обратился к России с просьбой оккупировать Норвегию и восстановить нефтедобычу. Тем не менее, оккупация, как ожидается, затронет только нефтедобывающие платформы и продлится до полного восстановления добычи. Законы, органы власти и государственное устройство Норвегии остаются нетронутыми. |            |                                  |                       |                                                                           |                 |
| 2 | 2          | «Май» «May»                      | Erik Skjoldbjærg      | Karianne Lund, Erik Skjoldbjærg, Erik Richter Strand                      | 4 октября 2015  |
| Во время церемонии Кристенсен, солдат норвежской Королевской Гвардии, предпринимает попытку выстрелить в российского посла Ирину Сидорову. Его задерживает телохранитель норвежского премьер-министра Ханс Мартин Дьюпвик. Потом арестованного забирает охрана российского посла, что является нарушением условий оккупации. Командир гвардии берет в заложники двух российских охранников, приехавших для того, чтобы отвезти его для допроса в посольство. Он требует передать задержанного подчиненного норвежской полиции. Премьер-министру Норвегии, силами Дьюпвика, спасшего Сидорову, удается убедить её не поддаваться на действия экстремистов с обеих сторон и пойти на уступку. Задержанного передают норвежской полиции. Семья журналиста Томаса Эриксена разрывается между неприязнью самого Эриксена к российским оккупантам и тем, что появление русских клиентов спасло от закрытия принадлежащий семье ресторан (расположенный прямо напротив российского посольства), чему радуется его жена. У ресторана неизвестный сбивает насмерть русского. |            |                                  |                       |                                                                           |                 |
| 3 | 3          | «Июнь» «June»                    | Erik Richter Strand   | Erik Richter Strand                                                       | 11 октября 2015 |
| Ситуация вокруг требований российской стороны об экстрадиции проживающего в Норвегии бывшего чеченского террориста Эльбека Мусаева, задержанного по подозрению в наезде на русского во второй серии. Норвежскому руководству передают материалы по его террористической деятельности. Сын задержанного, Ильяс, пытается взять вину на себя, уповая на своё норвежское подданство, которого нет у отца. Жена Эриксена соглашается на установку у ресторана камер наблюдения. Чеченец получает 2 года за непредумышленное убийство, однако уже в тюрьме, получив уведомление об экстрадиции в Россию, совершает самоубийство. Ильяс обвиняет во всем Дьюпвика. Дьюпвика переводят с должности телохранителя премьера и назначают начальником отдела по предотвращению и расследованию преступлений в отношении русских. Премьер-министр объявляет, что русские покинут Норвегию через 2 месяца. |            |                                  |                       |                                                                           |                 |
| 4 | 4          | «Июль» «July»                    | Erik Richter Strand   | Jo Nesbø, Karianne Lund, Erik Skjoldbjærg, Erik Richter Strand, Ina Bruhn | 18 октября 2015 |
| Полиция задерживает блогера-подростка за распространение антироссийских материалов. У полицейского управления происходит подрыв заминированного автомобиля, из-за которого задержанный становится инвалидом. Работающая в суде супруга Дьюпвика вступает в конфликт с коллегой по поводу отношения к оккупации вообще и теракту в частности, а затем застаёт коллегу за попыткой кражи секретных документов, однако в результате и её саму отстраняют от дел, связанных с PST, где работает муж. Сын Эриксена конфликтует со сверстниками, негативно относящимся к его работе в ресторане, который активно посещают русские. Эриксен выходит на контакт с террористом, назвавшимся представителем группировки «Свободная Норвегия». Это оказался Стефен Кристенсен, тот самый солдат, пытавшийся застрелить Сидорову во второй серии, которого отпустили до начала слушаний. Узнав об этом, Дьюпвик пытается получить от Эриксена материалы, однако для их изъятия нет законных оснований. Тогда он обращается за помощью к русским, все это время следившим за Эриксеном. Дьюпвик и его напарница Ингрид Бё пытаются задержать Кристенсена, сообщником которого оказывается Ильяс — сын чеченца из третьей серии, однако тем удается сбежать. |            |                                  |                       |                                                                           |                 |
| 5 | 5          | «Август» «August»                | Pål Sletaune          | Karianne Lund, Erik Skjoldbjærg                                           | 25 октября 2015 |
| Добыча нефти в Норвегии восстановлена в полном объёме, в связи с чем оккупация должна закончиться. В руководстве Норвегии тем временем нарастает политический кризис — руководство правящей партии решает сделать премьер-министра Берга козлом отпущения, дабы период оккупации в будущем ассоциировался с ним, а не со всей партией. Глава Службы безопасности Норвегии (PST) Венке Арнесен, на почве смертельного диагноза и общего разочарования в ситуации решает пойти на контакт со «Свободной Норвегией», в частности, пытаясь сорвать операцию по задержанию Ильяса. Однако, несмотря на её предупреждение, оперативники PST, следящие за Ильясом, находят и задерживают Кристенсена. Эриксен, написавший критическую статью о премьере, вступает в конфликт с редакцией и увольняется. «Свободная Норвегия» снова угрожает ему, намекая на его жену и её ресторан, где проходит прощальный ужин сотрудников российского посольства с участием Сидоровой. В разгар торжественных мероприятий по поводу окончания оккупации происходит мощный взрыв на одном из нефтеперерабатывающих заводов, приведший к гибели группы российских нефтяников. Незадолго до взрыва некто анонимными SMS привел Эриксена к заводу, откуда тот наблюдал взрыв, безуспешно пытаясь предупредить охрану завода. |            |                                  |                       |                                                                           |                 |
| 6 | 6          | «Сентябрь» «September»           | Pål Sletaune          | Karianne Lund, Erik Skjoldbjærg                                           | 1 ноября 2015   |
| Российская сторона давит на Норвегию в связи с отсутствием прогресса в расследовании теракта. Дьюпвик обнаруживает, что его начальница связалась со «Свободной Норвегией». Он следит за ней и обнаруживает Биркеланда, предполагаемого идеолога экстремистов, однако того убивает неизвестный. У Дьюпвиков появляются русские соседи. Премьер Берг, пытаясь предотвратить эскалацию конфликта с Россией и ЕС, инициирует референдум о восстановлении добычи нефти на следующие 10 лет, но тем самым изменяет своим убеждениям, окончательно портит отношения с собственной партией и ставит под угрозу свой брак. Во время панихиды по жертвам теракта Эриксен встречается с неким Максимом Ивановым — нефтяником, который чуть не стал жертвой взрыва. Однако в «Новгазе» ему сообщают, что такой человек у них никогда не работал. Из-за критики Эриксеном «Свободной Норвегии» его семье угрожают расправой. После отказа полиции обеспечить им охрану, жена Эриксена обращается к члену русской спецслужбы, с которым успела тесно сблизиться. Подружка сына Эриксена вовлекает его в организацию акции протеста, на которой он, пользуясь своим «доверенным» статусом, минует кордон оцепления и швыряет коктейль Молотова. |            |                                  |                       |                                                                           |                 |
| 7 | 7          | «Октябрь» «October»              | Eva Sørhaug           | Tomas Solli                                                               | 8 ноября 2015   |
| Норвежцы на референдуме согласились продолжать поставлять нефть в ЕС. Однако Россия продолжает контролировать норвежскую нефтедобычу и, кроме того, проводит широкомасштабные военные учения на границе и у берегов Норвегии. Берг, обеспокоенный ситуацией, связывается с руководством ЕС, однако ему дают понять, что реальной помощи ждать не стоит. Правительство Норвегии продолжает распадаться. Венке Арнесен встречается с ушедшим в отставку командиром Королевской гвардии Харальдом Воллом, убеждая его принять участие в формировании сопротивления. Дьюпвика увольняют из PST. Русские пытаются завербовать его. Он отказывается, но затем его встречают премьер и начальник военной разведки и убеждают «принять» предложение. Во время суда над Кристенсеном Ильяс проносит в здание суда муляж бомбы и рассылает массовое сообщение об этом через соцсети. Самого Кристенсена, спешно увезённого из здания суда, освобождают бойцы «Свободной Норвегии». Томас Эриксен в своих поисках Максима Иванова нелегально отправляется в Мурманск, однако вскоре норвежские пограничники вылавливают в пограничной реке его тело. |            |                                  |                       |                                                                           |                 |
| 8 | 8          | «Ноябрь» «November»              | Eva Sørhaug           | Tomas Solli                                                               | 15 ноября 2015  |
| Йеспер Берг, ввиду политического кризиса, просит у короля отставки, но тот отказывает, поручая оставаться на посту до появления лучшего кандидата. Дело о гибели Эриксена закрыто, случившееся признано несчастным случаем, однако редакция решает продолжать привлекать к делу внимание. Спутники зафиксировали группу из 200 человек, перешедших норвежскую границу. Часть из них отправились в российское посольство, остальные рассеялись по стране. Среди них обнаружены бывшие военнослужащие спецназа, «ранее проводившие операции в Чечне и Грузии — они жили, выдавая себя за обычных людей, а потом атаковали изнутри». Берг выступает с речью по этому поводу, и поручает иммиграционной службе провести депортацию россиян, приехавших в страну без надлежащих документов. Сидорова требует от Берга публичного опровержения, а затем предлагает Кнутсену, бывшему министру и инициатору ториевого проекта, сотрудничество — российские АЭС было бы не трудно перевести на торий. Дьюпвик и российские спецназовцы захватывают склад боеприпасов «Свободной Норвегии». Россия отказывается принимать депортированных, в результате чего Берг приказывает вывозить их на Шпицберген. Неизвестные русскоговорящие террористы (в поясах шахидов) захватывают Берга в заложники. Прибывший для переговоров Дьюпвик узнает в одном из террористов Андрея, спецназовца, с которым участвовав в захвате склада, но в этот же момент террористов убивают снайперы (спецназ не догадался занавесить окна). Несмотря на всё, похоже, Сидорова и прибывший из России некий Захар Госев действительно непричастны к нападению. Госев предоставляет материалы, изобличающие Дьюпвика в работе на норвежцев, однако тому удаётся оправдаться, а Сидорова заступается за него. Берг укрывается в посольстве США. Новое правительство Норвегии собирается в полном составе, и Берг первым вопросом ставит создание лагерей для интернирования русских нелегалов. Ингрид Бё связывается с Бенте и узнает, что Эриксен звонил дочери из Мурманска перед гибелью. |            |                                  |                       |                                                                           |                 |
| 9 | 9          | «Декабрь часть 1» «December (1)» | John Andreas Andersen | Karianne Lund, Erik Skjoldbjærg, Tomas Solli, Björn Paqualin              | 22 ноября 2015  |
| Дело об убийстве Эриксена ожидаемо продвигается в направлении «русские сами взорвали завод» — выясняется, что погибшие при взрыве нефтяники были заключёнными, устроенными на завод прямо из тюрем за неделю до взрыва — правда, пока это ничем не подтвержденные слухи, собранные Эриксеном. Берг, укрывающийся в американском посольстве, пытается добиться гарантий от США, но руководство США также не желает вступать в открытый конфликт без полной уверенности в победе. Вылетевший на Шпицберген самолет с русскими нелегалами перехватывается парой ПАК ФА и принуждается к возвращению — Берг доволен, линия с «решительной высылкой нелегалов» позволила ему вовлечь США в конфликт в качестве хотя бы посредника на переговорах. Боевики «Свободной Норвегии» по наводке решившей пойти на сотрудничество со «Свободной Норвегией» Бенте похищают Сидорову. Российский спецназ занимает аэропорт Осло и закрывает воздушное сообщение. Берг выступает с обращением к нации о том, что Россия предприняла против Норвегии открытый акт агрессии и призывает население к борьбе за свою страну. Американский посол предлагает Бергу эвакуировать его в Швейцарию, но тот отказывается. Боевики публикуют видеообращение, в котором, показательно застрелив захваченного охранника посольства, требуют от России в течение 24 часов вывести все силы из страны. |            |                                  |                       |                                                                           |                 |
| 10 | 10         | «Декабрь часть 2» «December (2)» | John Andreas Andersen | Karianne Lund, Erik Skjoldbjærg, Tomas Solli, Björn Paqualin              | 29 ноября 2015  |
| При содействии Ингрид Дьюпвику удается обнаружить и освободить Сидорову. Венке Арнесен публикует видеообращение к нации, в котором объявляет себя главой «Свободной Норвегии» и заявляет о своём уходе в подполье. На деле же смертельно больная экс-глава государственной службы безопасности совершает самоубийство и поручает тайно кремировать себя знакомому священнику. Берга доставляют из американского посольства в больницу с отравлением (предположительно он был отравлен американцами, дабы убрать его из посольства, формально не отказав в помощи), откуда его вывозят боевики «Свободной Норвегии», доставляя в военную часть, где его встречает полковник Волл. У российского посольства боевики «Свободной Норвегии» (при содействии Бенте) совершают нападение на генерала Маликова и убивают его. Сидорова навещает Дьюпвика и сообщает, что полноценная война неизбежна и предлагает ему возглавить СБН. Финал открыт. |            |                                  |                       |                                                                           |                 |

### Сезон 2 (2017)
| № общий | № в сезоне | Название                              | Режиссёр             | Автор сценария                                              | Дата премьеры    |
| --- | ---------- | ------------------------------------- | -------------------- | ----------------------------------------------------------- | ---------------- |
| 11 | 1          | «Август» «August»                     | Erik Skjoldbjærg     | Erik Skjoldbjærg, Karianne Lund, Stále Stein Berg           | 29 сентября 2017 |
| Яспер Берг, находясь в Швеции, поддерживает связь с террористами через онлайн-игру. С Бергом связывается один из террористов, рассказывая то, что он устроился в береговую охрану и видел, что русские перебрасывают на территорию Норвегии запрещённое оружие, а именно комплексы земля-воздух Агат. Но Бергу нужны видео доказательства этого. Чтобы добыть доказательства, норвежская береговая охрана, ведомая террористами, вступает на территорию русских для досмотра, что приводит к перестрелке, в которой погибают русские охранники. Русские дали норвежским властям сутки для решения возникшего вопроса. Однако новый премьер-министр уходит в отставку, а Берг в это время формирует правительство в изгнании, его задача развить военный конфликт с русскими. Его любовнице и советнику Аните Рюг этот замысел не нравится, и она предлагает президенту новый состав правительства во главе с самим президентом. Но президент, сославшись на свой возраст, отказывается от поста премьер-министра и предлагает самой Рюг занять этот пост, Анита соглашается. Берг предрекает Рюг самое короткое правление в истории Норвегии, несмотря на её успешное разрешение конфликта с береговой охраной и ракетами. |            |                                       |                      |                                                             |                  |
| 12 | 2          | «Сентбярь» «September»                | Erik Skjoldbjærg     | Erik Skjoldbjærg, Karianne Lund, Stále Stein Berg           | 29 сентября 2017 |
| Начальник береговой охраны в обход своего непосредственного начальника - министра обороны, попросил нового премьер министра как можно быстрее разрешить ситуацию с арестованными солдатами. Рюг обратила внимание на это и дала всем понять, что соблюдение иерархии очень важно. Дьюпвик хочет допросить Экноса — солдата из береговой охраны, руководившего незаконным обыском, который привёл к эскалации и обострению отношений. Норвежский адвокат в Мурманске хотел поговорить с Экносом, для этого он предложил крупную взятку полицейскому, на что получил ответ: «Это не Америка, здесь так не работает». Экнос мёртв, он скончался от полученных ранений во время перестрелки на острове. Супруга Дьюпвика Хельда на собрании подняла проблему того, что изначально все норвежцы за норвежцев, независимо от того, кто виноват, и задача закона — быть объективным для всех сторон одинаково и непредвзято. Берг снова раскачивает лодку, в то время пока Дьюпвик и Рюг пытаются скрыть факт смерти Экноса, до момента возвращения солдат на родину, Берг выступает перед прессой и объявляет об этом, назвав этого террориста героем. Ханне Дьюпвик предлагают заняться защитой прав русских в Норвегии. Начальник береговой охраны самовольно блокирует порт Осло. Эта акция направлена, чтобы показать правительству, что они требуют вернуть арестованных солдат из России. Берг задумал очередной теракт, ему нужны самые лучшие бойцы в форме спецназа, он хочет нанести удар по русским в Осло. Бента Норум продала свой ресторан и работает на русских управляющей отелем «Дом», который она купила совместно с Зоей. Рюг с Хильдой предлагают Сидоровой новую систему суда, где для процессов по делам, связанным с русскими, будут привлекаться трое судей, один из которых будет русским. Из сопротивления связываются с Бенте и предлагают последить за Минниковым, по их версии именно он приказал убить Эриксона (мужа Бенте). Идея Хильды сработала, и русские вернули задержанных солдат в Норвегию. Рюг отправила в отставку начальника береговой охраны и министра обороны. Должность министра обороны Рюг предложила бывшему (уже) начальнику береговой охраны, считая, что теперь он будет ей предан, так как она вернула его солдат. Брат Экноса рассказал, что незаконную операцию по провокации русских возглавлял Берг. |            |                                       |                      |                                                             |                  |
| 13 | 3          | «Октябрь» «October»                   | Erik Skjoldbjærg     | Erik Skjoldbjærg, Karianne Lund, Stále Stein Berg           | 6 октября 2017   |
| Совместный норвежско-российский суд приговаривает провокаторов из береговой охраны к 21 году тюрьмы. Рюг хочет заключить мирное соглашение со свободной Норвегией, чему посол Сидорова оказалась не рада, но Рюг намекает на то, что данная сделка сдвинет с мертвой точки подписание сделки между Норвегией и Россией, на что Минников согласился. Дьюпвик пришёл к Волту в тюрьму чтобы предложить амнистию для его и свободной Норвегии от Рюг. У Волта условие: объявлять о том, что свободная Норвегия должна сложить оружие, будет он сам в прямом эфире. Волт выступил по телевидению с призывом сложить оружие и продолжить борьбу демократическими методами. Свободная Норвегия похищает Андреу, дочь Дьюпвика, и требует освободить солдат береговой охраны в течение 48 часов. Дьюпвик объясняет Волту что в таких условиях его амнистия не возможна, тогда Волт сдаёт Стефана Кристенсена. Бенте узнаёт, что Минников купил долю Зои и отдал долю дочери, из-за этого Бенте копирует телефон Минникова как её подговаривала агент Свободной Норвегии. Норвежцам не нравятся действия Кристенсена, и они сдают его подругу, через которую выходят на место, где Кристенсен удерживает Андреу. Кристансен замечает, что его окружает полиция, и пытается спрятать Андреу, в лесу но у него не получается, хотя ему самому удаётся убежать от полиции. Русские проводят свою спецоперацию, арестовывают Кристансена и «дарят» его Дьюпвику. |            |                                       |                      |                                                             |                  |
| 14 | 4          | «Ноябрь» «November»                   | Jens Lien            | Erik Skjoldbjærg, Karianne Lund, Stále Stein Berg           | 13 октября 2017  |
| Яспер Берг в Польше даёт информацию местному журналисту о том, что премьер Рюг грабит Норвегию, отдавая все богатства в Россию. Полиция нашла труп Кристенсена, по всем признакам он совершил самоубийство. Русские хотят выкупить у украинских сепаратистов Берга через Норвегию. Дьюпвик подозревает что в СБН работает предатель, который работал с Кристенсеном и который предупредил украинских сепаратистов, чтобы они не выдали Берга. Минников раскрыл то, что его прослушивает Бенте, и пришёл к ней домой поговорить об этом, их разговор перемещается, в отель где Бента убивает Минникова. В СБН пришло видео от польской полиции, на котором показано, как украинские сепаратисты убивают Берга. Берг странным образом оказывается в Париже и встречается со старым другом. |            |                                       |                      |                                                             |                  |
| 15 | 5          | «Декабрь» «December»                  | Jens Lien            | Stále Stein Berg                                            | 20 октября 2017  |
| Берг в Париже приходит к своей жене, которая живёт с другим мужчиной. Приложение Лиона, которое он разработал для сопротивления, приобретает колоссальную популярность. В ответ на популярность приложения Рюг принимает решение угомонить Фриду (девушка одного из офицеров морской службы, который сидит в тюрьме). Приложение Лиона имеет скрытую функцию доступа к телефону на котором оно установлено. Берга по наводке нового мужчины Астрид (жены Берга) арестовали во Франции и сообщили в Норвегию. В убийстве Миникова обвинили Зою, Бента не стала терпеть это и пошла в полицию рассказать, что это она убила Минникова, но в полиции её встретили агенты сопротивления и объяснили ей что она должна продолжать работать в своём отеле. Берга признают политическим беженцем и освобождают из тюрьмы. Машину Дьюпвика сталкивают с дороги. |            |                                       |                      |                                                             |                  |
| 16 | 6          | «Январь» «January»                    | Jens Lien            | Erik Skjoldbjærg, Karianne Lund, Jo Nesbø, Stále Stein Berg | 27 октября 2017  |
| Дьюпвик просит жену проверить своих коллег в министерстве юстиции в причастности к похищению Андреи. Хильда, поискав в базе, ничего не нашла на коллег, но увидела международное дело на Дьюпвика за убийство Кристенсена. Берг придумал схему, как надавить на Пьера и отстранить его от должности еврокоммисара. Фирма Пьера финансирует проект жены Берга. Сидорова помогает Дьюпвику, и следствию подкидывают информацию о том что Кристенсена убил русский сотрудник при задержании. Дьюпвик подозревает в предательстве своего охранника. На должность комиссара приходит польский политик, который выдвигает резолюцию, требующую вывода России из Норвегии. |            |                                       |                      |                                                             |                  |
| 17 | 7          | «Февраль часть 1» «February (Part 1)» | Charlotte Brandström | Stále Stein Berg                                            | 3 ноября 2017    |
| Благодаря доступу к серверу, где члены сопротивления общается между собой, Дьюпвик получает данные, что Берг нужен в Норвегии и что сопротивление планирует какую-то военную операцию. Берг плывёт на корабле в Норвегию. Бенте сдаёт сопротивление Дьюпвику и СБН. Рюг перекрыла все газопроводы до тех пор, пока еврокомиссия не отклонит резолюцию по России. Все кто поддерживал Берга, дали заднюю, и его победоносное возвращение в Норвегию застопорилось. Рюг амнистировала солдат береговой охраны. Дьюпвик рассказывает Сидоровой о том, что в отеле Бенте на неё готовится покушение. Леона пригласили на корабль Берга, где Берг его попросил взломать систему безопасности русских. Хильда бросила Ханс-Мартина, когда узнала что он убил Кристансена. Берг благодаря взломанному ПО организует атаку русских ракет на финские ВВС. |            |                                       |                      |                                                             |                  |
| 18 | 8          | «Февраль часть 2» «February (Part 2)» | Charlotte Brandström | Stále Stein Berg                                            | 10 ноября 2017   |
| Слежка за выданным Бенте агентом сопротивления вывела на министра обороны, который косвенно сознался о предстоящих действиях в отеле Бенте по устранению Сидоровой. Леон понял, что его использовали и попросил защиты у Берга, на что Берг дал приказ на его устранение. ЕС, президент и парламент Норвегии требуют от Рюг отставки, и хотят чтобы Берг сформировал новое правительство. Леон рассказал Фриде о том, что помог Бергу сбить самолёт. Сопротивление убивает Лиона. Николай ушёл от Бенте в связи с утратой доверия к ней. Бента продаёт свою долю отеля Наде (дочь Минникова) и уезжает в Москву. Фрида рассказывает Рюг о том, что Берг сбил финский самолёт. Дьюпвик понимает, что атака на отель — это отвлекающий манёвр, а настоящая цель — это военный переворот, и помощник Рюг Лукас является предателем. Рюг хочет встретиться с Бергом для решения сложившейся ситуации, для этого она с Дьюпвиком отправляется на его корабль. Волт, зачинщик переворота, занимает парламент и кабинет Рюг. Берг и Рюг договариваются о разрешении конфликта, Волта арестовывают в кабинете Рюг по приказу Берга. На выступлении Рюг в парке перед народом, Файзал (парень Фриды, которого амнистировала Рюг) убивает Рюг по приказу Волта. |            |                                       |                      |                                                             |                  |

### Сезон 3 (2019-2020)
| № общий | № в сезоне | Название                              | Режиссёр                                                 | Автор сценария                                                  | Дата премьеры   |
| --- | ---------- | ------------------------------------- | -------------------------------------------------------- | --------------------------------------------------------------- | --------------- |
| 19 | 1          | «Март» «Mars»                         | Camilla Strøm Henriksen, Erik Skjoldbjærg, Gunnar Vikene | Camilla Strøm Henriksen, Hilde Susan Jaegtnes, Erik Skjoldbjærg | 5 декабря 2019  |
| Сидорову отзывают из Норвегии. Берг борется за кресло премьера с Волтом. Русские ушли из страны. Норвежцы запустили завод раньше срока, при его торжественном открытии произошёл взрыв. Подруга Сидоровой по пути из посольства делает заявление, что это Россия подстроила взрыв, она не хочет возвращаться в гомофобную Россию. Берг создаёт единую базу русских в Норвегии якобы для их же безопасности. Сидорова хочет взять на себя вину за высказывания её подруги, и подстраивает покушение на себя. Бента с дочерью в Москве пытается устроиться и найти Николая, но они расстраиваются, когда узнают, что у Николая есть семья. Хельда подсматривает пароль для доступа к базе жителей Норвегии и узнаёт, что Берг готовит депортацию всех русских. Хельда рассказывает об это президенту, и Бергу хотят выдвинуть вотум о недоверии. Берг при помощи Сидоровой хочет отстранить весь парламент как пособников оккупантов, пообещав ей защиту Норвегии. Конституционный суд арестовывает парламент и президента, вся власть сосредотачивается в руках Берга, и он даёт добро на максимально быструю депортацию русских из страны. Хельду уволили в связи с обнаружившейся утечкой информации. Министр юстиции арестовал девушку Сидоровой и депортировал её в Россию по приказу Берга для того, чтобы дать Сидоровой вескую причину покинуть страну. |            |                                       |                                                          |                                                                 |                 |
| 20 | 2          | «Апрель» «April»                      | Camilla Strøm Henriksen, Erik Skjoldbjærg, Gunnar Vikene | Camilla Strøm Henriksen, Erik Skjoldbjærg                       | 5 декабря 2019  |
| Волт стал министром обороны. Дьюпвик расследует убийство Рюг. Файзал не выдаёт Волта. На российско-норвежской границе сопротивление постоянно провоцирует Россию, открывая стрельбу по российским пограничникам. Теперь войска ЕС оккупировали Норвегию, войска ЕС выйдут только после полноценного запуска норвежских газопроводов, но Берг ссылается на завирусованное Российское ПО, которое привело к взрыву на заводе, замена ПО займёт примерно полгода. Волт требует отставки Дьюпвика, и полиция арестовывает его. Комиссия ЕС произвела инспекцию ПО разрабатываемого норвежцами и была не удовлетворена результатами, так как у них ничего не готово. Дьюпвика обвиняют в измене родине, Хельда пытается найти гарантийное письмо от премьера о том, что Дьюпвик действовал с его приказа. Благодаря письму Дьюпвика освобождают. До Волта дошла информация, что ЕС собирается оставить войска в Норвегии ещё на один год. Норвежские пограничники напали на войска ЕС с позволения Волта. При разговоре Волта и Берга Волт дал понять Бергу, что если он сядет по делу Рюг, то он за собой потянет и Берга. Машину Дьюпвика взорвали, он выжил благодаря тому, что решил сходить на футбол к дочери, но погибает его коллега. |            |                                       |                                                          |                                                                 |                 |
| 21 | 3          | «Май» «Mai»                           | Camilla Strøm Henriksen, Erik Skjoldbjærg, Gunnar Vikene | Camilla Strøm Henriksen, Hilde Susan Jaegtnes, Erik Skjoldbjærg | 12 декабря 2019 |
| Депортацию организованную Бергом признали незаконной, и в Норвегию стали возвращаться русские. Российские власти задержали в Шереметьево девушку Сидоровой и призывают Сидорову вернуться в Москву. Волт публично обвинил Берга в том, что проект его бывшей жены профинансировали русские. Репутационная служба Берга для обеливания его имени рекомендует перекинуть нападки общественности на Бенте Норум, которая хочет купить долю в ресторанном бизнесе у гражданина Соболева в Москве. У всех, кто нажился на оккупации, арестовывают счета. Сидорова выходит на польского агента под прикрытием и предлагает им сделку: имена политиков ЕС, которые сотрудничают с Россией, в обмен на срочный вывоз её девушки из Москвы. Москва узнаёт о плане Сидоровой и делают ей предложение, от которого она не может отказаться. |            |                                       |                                                          |                                                                 |                 |
| 22 | 4          | «Июнь» «Juni»                         | Camilla Strøm Henriksen, Erik Skjoldbjærg, Gunnar Vikene | Camilla Strøm Henriksen, Hilde Susan Jaegtnes, Erik Skjoldbjærg | 12 декабря 2019 |
| Русских терроризируют в Норвегии, полиция по надуманным предлогам отказывается защищать их и расследовать дела о нападении на них. Дьюпвик также в списке гонений, но он ушёл из СБН. Сидорова и Люба открывают организацию помощи людям с нетрадиционной сексуальной ориентацией. Волт и Берг борются за кресло примьер-министра, Волт лидирует. Неизвестный совершает нападение на Хельду и обливает её кислотой. Люба делает УЗИ и обнаруживает, что в Грузии ей вживили какую-то ампулу. Дьюпвик хочет уехать из страны под предлогом отпуска. Берг принимает проект демонтажа нефтедобывающих платформ. Хельга, чтобы помочь своему подзащитному, идёт на преступление. На Вольта напали и тоже облили кислотой. Хельга думает пойти в политику. |            |                                       |                                                          |                                                                 |                 |
| 23 | 5          | «Сентябрь часть 1» «September, del 1» | Camilla Strøm Henriksen, Erik Skjoldbjærg, Gunnar Vikene | Camilla Strøm Henriksen, Hilde Susan Jaegtnes, Erik Skjoldbjærg | 26 декабря 2019 |
| Волт после покушения не может больше разговаривать. Бента советует Соболеву, чтобы победить Берга нужно сотрудничать с Волтом. Берга припугнули роликом, в котором говорится, что если он не снимется с выборов, то все узнают правду о том, что Берг — соучастник убийства Рюг. Берг связывается с Бенте, чтобы она помогла найти тех, кто выложил ролик. У Бенте условие, чтобы разморозили её капитал. Соболев обещает: если Бёрнстед победит на выборах, он подарит «Воеводу» Бенте. Дьюпвик замечает, что за его женой кто-то наблюдает, он выходит на то, что Соколов пытается её подставить. Мая, дочь Бенте, принимает много таблеток из-за того, что ей одиноко. Бента выдаёт Бергу замысел Соболева и хочет вернуться в Норвегию. Мая рассказывает о сделке между Бергом и Бенте помощнице Берга, которая идёт в верховный суд, чтобы они сняли Берга с выборов. |            |                                       |                                                          |                                                                 |                 |
| 24 | 6          | «Сентябрь часть 2» «September, del 2» | Camilla Strøm Henriksen, Erik Skjoldbjærg, Gunnar Vikene | Camilla Strøm Henriksen, Hilde Susan Jaegtnes, Erik Skjoldbjærg | 2 января 2020   |
| Берг очнулся в больнице после обморока на дебатах. Бёрнстед лидирует по опросам, и Дьюпвик рассказывает ей о том, что через Соколова у Сидоровой появился компромат на Хельду. Берг собирается сознаться в том, что он знал о предстоящем убийстве Рюг, но его консультант его отговаривает, и тогда Берг решает сбежать. Бенте отправляет с телефона Соболева ключи шифрования Дьюпвику, благодаря которым он смог расшифровать переписку Соболева и Сидоровой. Бенте подстраивает всё, как будто Соболев сам за вознаграждение передал ключи Дьпвику, и за это Соболева убивают, инсценируя сердечный приступ. Сидорова вышла благодаря Дьпвику на Хельду, которая успела уехать в Вашингтон, Дьюпвик содержится в посольской тюрьме, и во время звонка по скайпу Дьюпвик застрелился. Любовница Сидоровой родила мальчика. Хельда отдала информацию, которую собрал Дьюпвик, в ФБР. Берг совместно с отрядом экотеррористов отключает свет в Москве. |            |                                       |                                                          |                                                                 |                 |

## В ролях
- Веслемёй Мёркрид — Ингрид Бё, полицейская
- Ингеборга Дапкунайте — Ирина Сидорова, посол РФ
- Рагнхильд Гудбрандсен — Венке Арнесен, глава PST
- Вегар Хоэл — Томас Эриксен, журналист
- Янне Хельтберг — Анита Рюг, советница Яспера Берга, затем премьер-министр Норвегии
- Хенрик Местад — Яспер Берг, премьер-министр Норвегии
- Эльдар Скар — Ханс Мартин Дьюпвик, сотрудник PST, первоначально телохранитель премьера, затем руководитель отдела по предотвращению и расследованию преступлений в отношении русских, потом глава PST
- Эни Даль Торп — Бенте Норум, жена Томаса Эриксена и владелица ресторана
- Селоме Эмнету — Хильд Дьюпвик, работница суда, супруга Ханса Дьюпвика
- Лиза Ловен Конгсли — Астрид Берг, жена Яспера Берга
- Сундре Ларсен — Стефан Кристенсен, член Королевской гвардии
- Эйстейн Рёгер — Даг Оттесен, редактор Ny Tid
- Ипполит Жирардо — Пьер Ансельм, европейский комиссар (от Франции)
- Кжиштоф Печиньский — Госев
- Алексей Манвелов — Николай
- Сергей Меркушев — Серкин
- Витаутас Канюшонис — Константин Минников
- Лидия Инджова — Надя Минникова
- Элисхан Наурбиев — Ильяс Мусаев
- Вилле Виртанен — Антти Корхонен, президент Финляндии
- Евгения Гладий — Вероника

## Аудитория
Премьерный показ первых серий состоялся в воскресенье 4 октября 2015 года в эфире норвежского телеканала TV 2. Сериал привлёк к экранам более 660 тысяч зрителей, что является рекордом для телевидения Норвегии. Права на показ были куплены несколькими телекомпаниями в разных странах ещё до окончания написания сценария, в частности в Швецию, Данию, Финляндию и страны Бенилюкс.
Премьера второго сезона ожидалась осенью 2017 года. 29 августа на экраны вышел второй сезон сериала, состоящий из 8 серий.

## Музыка
Композиция «Black & Gold», открывающая каждую серию первого сезона, принадлежит норвежскому вокалисту рок-группы «Madrugada» Хёйм, Сиверт  (норв. Sivert Høyem).

## Отзывы
С самого анонса сериал начал собирать критические отзывы о своём сюжете в Норвегии, которые отвергались снимающей компанией NRK.
Отдельные норвежские граждане отправили российскому посольству в Норвегии письмо с просьбой воспрепятствовать съёмкам. Два с половиной года спустя посольство выразило сожаление в связи с выходом «в год празднования 70-летия Победы во Второй мировой войне» сериала, в котором советской армии, участвовавшей в освобождении Норвегии от немецко-фашистских войск, «отведена роль агрессора».